# Leutkirch im Allgäu
Leutkirch im Allgäu è una città tedesca di 23 345 abitanti situata nel land del Baden-Württemberg.

## Amministrazione

### Gemellaggi
- Castiglione delle Stiviere